# One summer day
『one summer day』（ワン・サマー・デイ）は、SOPHIAの楽曲で、28枚目のシングル。2005年7月6日に発売。前作『ANSWER-イチバンタダシイコタエ-』から2か月半での発売となるシングルで、ジャケットが異なる初回盤と通常盤の2形態で発売された。

## 収録曲

### CD（初回盤・通常盤共に共通）
1. one summer day
作詞・作曲:松岡充
  - 日本テレビ系『音楽戦士 MUSIC FIGHTER』2005年7月度POWER PLAY
  - 日本テレビ系『NNNニュースプラス1』エンタメSPORTSテーマソング
  - テレビ埼玉『全国高校野球選手権大会』埼玉予選イメージソング
2. HYMNE A L'AMOUR
作詞：Édith Piaf、作曲：Margueritte Monnot
  - Édith Piafの「愛の讃歌」のカバーであり、後に松岡が作詞した日本語バージョンを「青空の破片」というタイトルでシングルカットした。
3. one summer day (instrumental)
4. HYMNE A L'AMOUR (instrumental)

## 楽曲の収録アルバム
- ALL SINGLES「A」 (#1)